# 테디 베어
테디 베어(Teddy Bear)는 손바느질로 만든 곰 인형이다. 테디 베어는 전통적인 형태의 봉제 인형으로, 어린이들을 편안하게 해 주는 것이 테디 베어의 목적이다. 최근에 어떠한 종류의 테디 베어들은 수집가들의 값비싼 품목이 되어왔다.

## 역사
"테디 베어"라는 이름은 미국 대통령 시어도어 루스벨트가 미시시피주로 사냥 여행을 떠나는 가운데에서 비롯하였다. 몇 명의 다른 사냥꾼들이 있었고 그들 대부분이 이미 무언가를 쏘고 있었다.
홀트 콜리어가 이끌던 루스벨트 부대는 사냥개와 함께 기나긴 추격을 한 끝에 미국흑곰을 궁지에 몰아 잡은 다음 버드나무에 매달았다. 그 뒤 부대 사람들은 루스벨트에게 마지막 한 발을 쏘라고 제안하지만 그는 죽을 지경에 이른 곰을 공격하는 것은 스포츠맨십에 어긋나다는 생각에 직접 그 곰을 쏘는 것을 거절하였다. 같이 동행하던 신문기자 클리포드 베리먼이 이를 보고 1902년 11월 16일에 워싱턴 포스트지의 정치 삽화에 "미시시피 강가의 그림"이라는 이름으로 이 일화를 게재하였다. 뉴욕 버모튼 주의 브루클린의 장난감가게 주인 모리스 미첨이 곰의 봉제인형에 루스벨트 대통령의 애칭인 "테디"라는 이름을 붙여 판매하게 되었다. 이처럼 루스벨트 대통령의 곰사냥터에서의 에피소드가 그의 우직한 성품과 어우러져 곰의 이미지를 연상시키게 되었는데 이 시기에 독일의 마르가르테 슈타이프사의 곰 봉제 인형이 대량으로 미국에 들여와 이 이름이 퍼졌다. 지금은 미국과 영국뿐 아니라 전 세계적으로 사랑받는 장난감이 되고 있다. 흔히 테디베어(Teddy’s Bear)로 알려져 있는 곰인형으로 매우 유명한데, 초기 오리지널 테디베어는 유럽의 벼룩시장에서 고가품이 되었으며 크리스티와 소더비즈 같은 전문 경매장에서 고가로 낙찰되기도 한다. 2006년에 한국에서도 경매를 실시하여 자선단체 유니세프에 기부하기도 하였다. 테디 베어의 날은 10월 27일로 정해 놓고 있으며 이는 시어도어 루스벨트의 생일과 같다.

## 같이 보기
- 인형
- 장난감
- 케어 베어스
- 곰돌이 푸